# Wilfred d'Auvergne Collings
Wilfred d'Auvergne Collings, britanski general, * 1893, † 1984.